# Národní dům (Olomouc)
Národní dům v Olomouci byl postaven mezi lety 1887–1888. Nachází se na ulici 8. května č. p. 464.  Před rokem 1918  sloužil jako společenské a kulturní centrum české menšiny v tehdy německé Olomouci, které mělo plnit restaurační, ubytovací a osvětovou funkci. Po vzniku Československé republiky byl využíván více pro komerční aktivity, jeho národnostní funkce byla oslabena. Fungoval jako hotelové zařízení s restaurací, kavárnou a společenskými prostorami. Po roce 1989 byl privatizován a v rukou různých majitelů stav budovy upadal. Hledaly se nové způsoby využití rozsáhlého objektu.

## Historie

### Okolnosti vzniku
V osmdesátých letech 19. století se převážně německé zastupitelstvo Olomouce s nelibostí dívalo na vzmáhající se kulturní a společenský život českých  obyvatel města. Kladlo překážky českým zájmovým spolkům a sdružením, které dosud neměly pro svou činnost vlastní prostory a  musely žádat o povolení pořádat své akce v městských budovách. Vztahy se vyhrotily v březnu  roku 1885, kdy zastupitelé zamítli žádost pěveckohudebního spolku Žerotín o pronájem divadla za účelem slavnostního provedení Dvořákovy  skladby Svatební košile.  Mezi českými vlastenci se začala šířit myšlenka na výstavbu Národního domu, který by byl důstojným stánkem pro pořádání kulturních akcí pro veřejnost a poskytoval zázemí četným českým spolkům. Byla ustavena První česká společnost stavební v Olomouci, jejímž hlavním cílem bylo vybudování Národního domu. Získání potřebných finančních prostředků z dobrovolných příspěvků a darů měl na starosti nově utvořený spolek s názvem Matice Národního domu v Olomouci.  V listopadu 1885 bylo zveřejněno  provolání s výzvou k upsání podílů na zajištění stavby. Kromě Ústřední rolnické záložny a Rolnické záložny v Křelově přispělo do počátečního kapitálu mnoho spolků i  jednotlivých občanů z širokého okolí. Výzva měla  příznivý ohlas i v pražských kulturních kruzích, které koncem listopadu uspořádaly v Praze Slavnosti vzájemnosti českomoravské  ve prospěch olomouckého Národního domu.  Z Olomouce byl vypraven zvláštní vlak, s projevem na podporu Národního domu vystoupil  poslanec  František Ladislav Rieger, uspořádáno bylo slavnostní představení v Národním divadle a koncert v Rudolfinu.    
Dne 6. prosince 1885 se v Olomouci konala ustavující valná hromada První české stavební společnosti, předsedou byl zvolen František Stejskal z Olomouce.  Obstrukce ze strany městského zastupitelstva způsobily, že výkup pozemků a nemovitostí na nároží tehdejší Bernardinské a České ulice, které měly uvolnit místo pro stavbu Národního domu, byl ukončen až v srpnu 1886.  Národní dům vznikl v místě, kde před tím stály čtyři domy. Jednalo se o dům č. p. 511, dům č. p. 512, jenž byl v roce 1847 přestavěn stavitelem Franzem Gottwaldem, dům č. p. 513, který upravil stavitel Mathias Pelz, a dům č. p. 514, který po bitvě na Bílé hoře získala olomoucká kapitula a v roce 1748 nahradila novostavbou. Stávající domy měly být zbořeny a postavena tříposchoďová budova s velkým sálem, restaurací  a tělocvičnou v podzemí. Dům byl postaven na základě projektu architekta Bohuslava Moravce z Hořic, absolventa pražské české techniky, který upravili stavitelé Čeněk Venclík z Prostějova a Karla Starého, st., jenž celou stavbu realizoval.
Stavba byla zahájena v březnu  roku 1887.  Finančně i materiálově se na ní podíleli především firmy, řemeslníci a rolníci z Olomouce a okolních obcí. Stavba probíhala velmi rychle: 9. prosince 1887 se konala kolaudace (mimo sál), 21. ledna 1888  bylo  vydáno povolení k užívání sálu pro  koncerty, plesy a schůze.  Sál nebyl kolaudován jako divadelní, až v pozdějších letech bylo ochotníkům povoleno hrát příležitostná představení. V říjnu 1887 se konala ustavující schůze spolku Česká beseda, který měl zabezpečovat provoz Národního domu ve společenských místnostech v prvním poschodí. 

### Otevření ND
Národní dům byl otevřen počátkem února 1888 slavností uspořádanou spolkem Žerotín. Dekorace a pozvánku k velkému plesu osobně vytvořil malíř Mikoláš Aleš. Do provozu byla uvedena kavárna, restaurace i hotelová část. Spolek Žerotín uspořádal ve dnech 21. a 22. dubna 1888  velký koncert  za účasti Antonína Dvořáka, který byl uvítán nadšenými ovacemi. 
Národní dům, jako reprezentační objekt českého obyvatelstva Olomouce a širokého okolí, začal plnit funkci osvětovou, kulturní, zábavní, restaurační i hotelovou.  Konaly se zde  schůze, přednášky, besedy, koncerty, plesy.  Akce zde organizovala řada českých spolků: Žerotín, Česká beseda, Čtenářský spolek, ochotnický divadelní soubor.  Národní jednota otevřela 1. prosince 1889 první stálou českou veřejnou knihovnu.  V přízemí byla restaurace a kavárna i obchody českých majitelů. 
V roce 1900 byl Národní dům rozšířen o novostavbu v České ulici  (dnes  ul. 8. května), na místě bývalého hotelu  U modré hvězdy.  Kromě hotelových pokojů zde  měla být na žádost Jednoty Sokol zřízena i tělocvična.   Roku 1901 zřídila První česká stavební společnost v Národním domě zahradu se železným pavilonem.   V roce 1916 byly na příkaz okresního hejtmana z fasády odstraněny znaky Zemí koruny české.  Během 1. světové války byl Národní dům centrem českého kulturního dění. Kromě divadelních představení místního ochotnického souboru zde hostovaly i profesionální soubory z jiných měst, jako například Národní divadlo Brno. Spolek Žerotín pořádal hudební programy s českou hudební klasikou. Vrcholem  bylo vystoupení slavné operní pěvkyně Emy Destinnové v červnu 1918.   

### Činnost ND po vzniku Československa

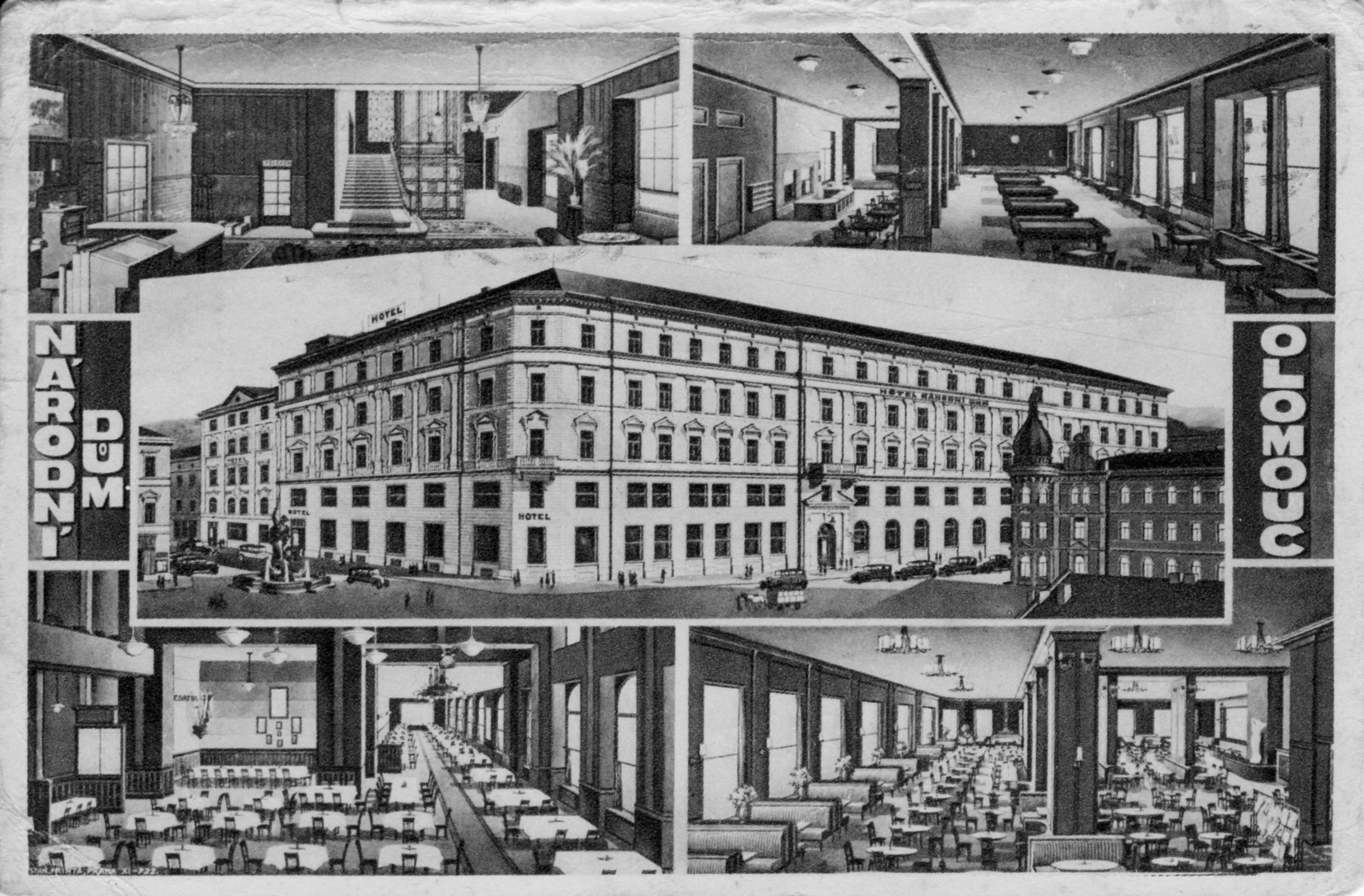
hotel Národní dům Olomouc (1938)

Po roce 1918, kdy se správa města dostala do českých rukou, došlo k oslabení národnostní funkce Národního domu. Větší důraz  se kladl na společenské využití. Objevily se úvahy o  jeho prodeji pro soukromé podnikání, protože české obyvatelstvo již mělo k dispozici městské divadlo i s koncertním sálem.  Národní dům však zůstal ve vlastnictví České stavební společnosti. Náklad na postavení Národního domu činil původně 760.586 K, po přístavbě hotelu 880.309 K, po dalších adaptacích 1 135.000 K.  Základní kapitál tvořený z podílů byl  v poměru k nákladům nízký a na společnosti vázl velký dluh. Úvěr poskytla Ústřední záložna rolnická v Olomouci, které bylo  v roce 1888 postoupeno úplné vedení a správa Národního domu.  V roce 1926 vedly neutěšené finanční poměry k likvidaci spolku Matice Národního domu  a převedení podílů na Ústřední záložnu rolnickou. 
V  letech  1928 a 1929  proběhla  generální přestavba celého objektu podle projektu  stavitelů Josefa Jiránka a Bohumila Vodičky. Byla  provedena velká přestavba hotelové části, zvýšila se kapacita kavárny a její zázemí  bylo rozšířeno o dvorní trakt, v mezaninu byly zřízeny herny, kulečník a dvě klubovny. Tříposchoďová budova byla zvýšena o dvě patra, upraveny okenní otvory a přeložen hlavní sloup budovy. V pátém poschodí byly umístěny prádelny, žehlírny, sušárny a strojovna výtahu. Ve sklepních prostorách bylo modernizováno zařízení ústředního topení a ventilace. 

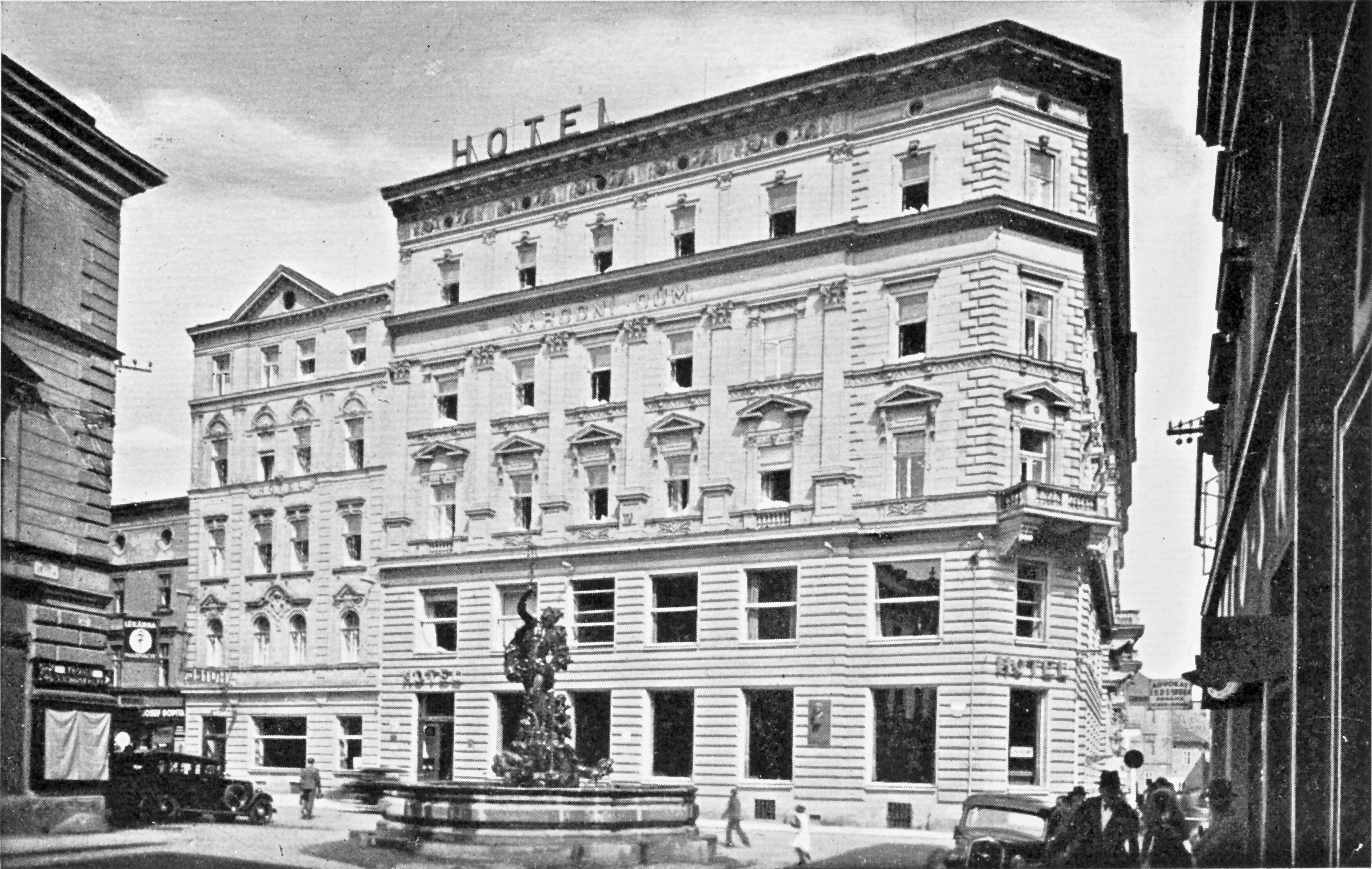
Národní dům (kolem roku 1945) – průčelí na ul. 8. května

Po únoru 1948 byl Národní dům zestátněn a začleněn do podniku Restaurace a jídelny Olomouc. V roce 1954 byla na budově provedena nová fasáda, modernizovala se kavárna, restaurace s kuchyní, některé pokoje byly upraveny pro přijetí vládních hostů.  V roce 1964, kdy převzal Národní dům podnik Interhotel Ostrava,  se přistoupilo k postupné úpravě  a modernizaci vnitřních prostor. Z bývalé herny byly vybudovány salonky, byla rozšířena kuchyně, v části hotelových pokojů instalováno sociální zařízení, modernizováno schodiště. Kapacita restaurace  byla 130 míst, kavárny 250 míst, salonků 230 míst. V roce 1979 byla po pěti letech ukončena adaptace sálu s přísálím Žerotína. Celková kapacita  byla 470 míst. V roce 1982 byla provedena plynofikace kotelny a  další hotelové pokoje byly vybaveny koupelnami.  V hotelu bylo celkem 62 pokojů se 100 lůžky a 50 přistýlkami.
Ve druhé polovině 20. století byl Národní dům oblíbeným místem olomoucké veřejnosti a centrem společenského života, který navštívila spousta osobností kulturního a politického života včetně prezidentů.
Po sametové revoluci však nastal úpadek.   Objekt byl prodán do soukromých rukou, vystřídalo se několik majitelů.  Hotelový provoz trpěl nedostatkem parkovacích míst, protože vzhledem k jeho umístění v historickém jádru města nebylo možno v jeho blízkosti zřídit parkoviště. Počátkem 21. století byl hotel zrušen. V  roce 2005  bylo vydáno stavební povolení pro rekonstrukci s podmínkou zachování všech historických prvků v architektuře i interiérech. Uvažovalo se o zřízení podzemního parkoviště.  Záměry komplikovalo stanovisko památkářů a probíhající archeologický průzkum. 
V roce 2010 se činnost hotelu včetně jeho kavárenského provozu pokusil obnovit Petr Otčenášek. Provoz ale musel o rok později z finančních důvodů ukončit.  V přízemní části objektu byly upraveny prostory kavárny a restaurace  pro potřeby bankovního ústavu. Zbývající patra jsou prázdná, v roce 2021 v nich současný majitel plánuje hotel a restauraci. Počítá se i s rekonstrukcí slavnostního sálu. 